# Reformation in Siebenbürgen

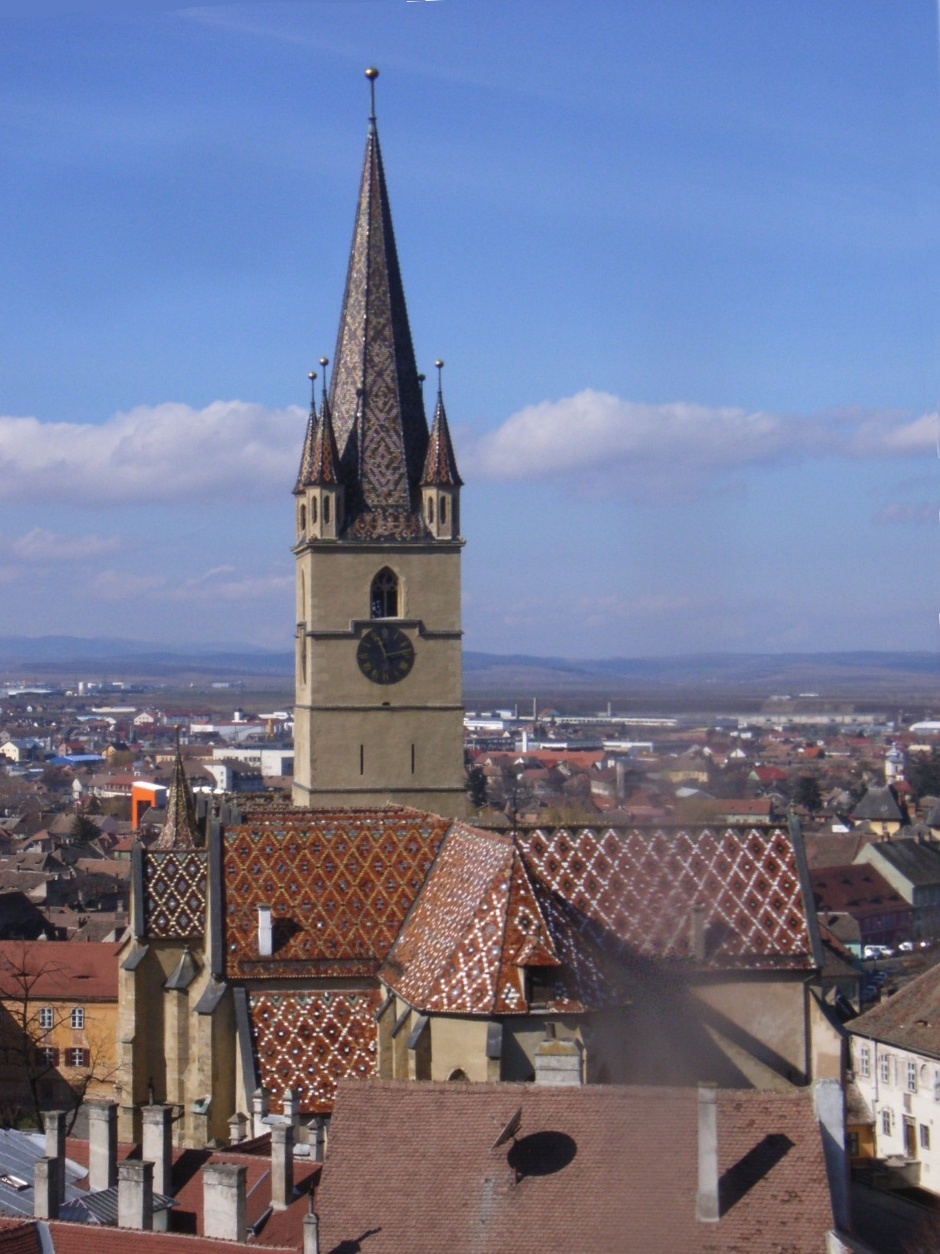
Stadtpfarrkirche von Hermannstadt

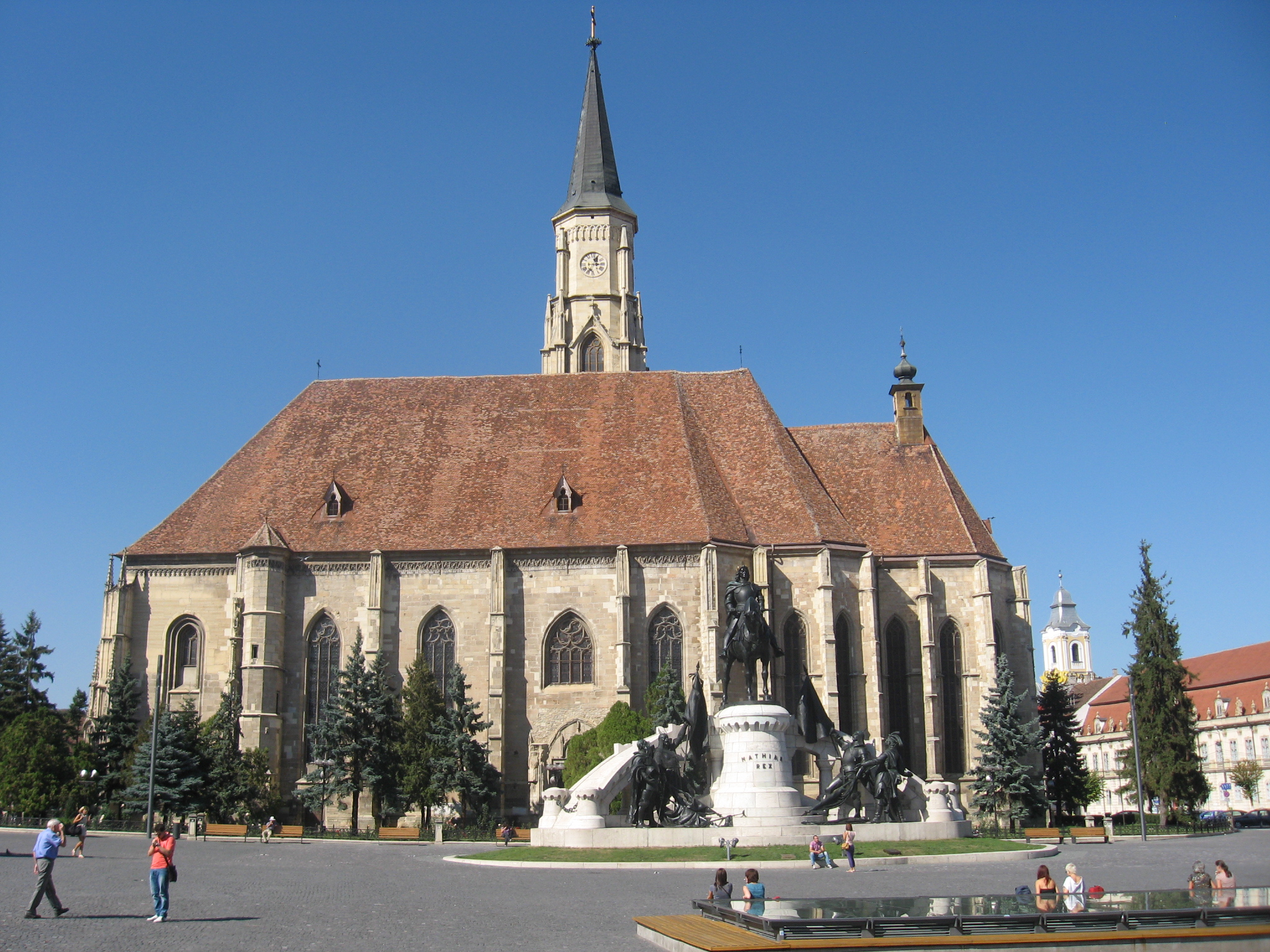
Michaelskirche in Klausenburg, bis 1716 Kirche der unitarischen Gemeinde

Mitte des 16. Jahrhunderts erreichte die Reformation die im heutigen Zentralrumänien gelegene Region Siebenbürgen. Reformatorische Gedanken wurden hier zunächst durch deutschsprachige Gelehrte eingeführt, die in engem Austausch mit den Reformatoren im Heiligen Römischen Reich standen. Das sich schnell ausbreitende Gedankengut führte schon in den 1570er Jahren zu einer Konfessionsbildung und -kultur, die im Wesentlichen den ethnischen und sprachlichen Grenzen innerhalb des Landes folgte. Aufgrund der Beschlüsse der Siebenbürger Landtage entwickelte sich das autonome Fürstentum zu einer „Pionierregion frühneuzeitlicher Religionsfreiheit“. Im Ergebnis lebten in Siebenbürgen fünf Konfessionen relativ friedlich miteinander, die sich auf drei Sprachräume verteilten: Neben den evangelisch-lutherischen deutschsprachigen Siebenbürger Sachsen waren dies katholische, reformierte und unitarische Ungarn sowie orthodoxe Rumänen. Im benachbarten ungarischen Königreich unter habsburgischer Herrschaft galten dagegen einheitlich die Bedingungen des Augsburger Reichs- und Religionsfriedens.
Die pragmatische, auf gegenseitiger Toleranz beruhende Koexistenz der christlichen Konfessionen unterscheidet die Geschichte des nachreformatorischen Siebenbürgen von der Entwicklung in Westeuropa. Im Unterschied zu dieser konnten sich in Siebenbürgen während der frühen Neuzeit konfessionelle Identitäten auch ohne direkte staatliche Lenkung ausbilden; in dieser Region bestimmte eher die ethnische Zugehörigkeit die Konfession. Der evangelische Kirchenhistoriker Volker Leppin (2005) beschreibt die Ausbildung der Konfessionskultur in Siebenbürgen daher als „kirchenhistorischen Sonderfall“ innerhalb der stärker etatistisch geprägten Konfessionalisierungsprozesse in den Kernlanden der Reformation.

## Siebenbürgen vor der Reformation

### Ethnische und sprachliche Vielfalt
Die Bevölkerung Siebenbürgens besteht aus verschiedenen ethnischen Gruppen, die politisch als Stände oder Nationen (universitates) organisiert waren: Die Sächsische Nationsuniversität, die ungarische Nobilität auf dem Komitatsboden und die magyarischen Szekler, sowie – bis etwa 1366 – die Universitas Valachorum der Rumänen. Jede Nation besaß eigene Rechte, Bräuche und Privilegien. Unter dem Eindruck des Bauernaufstands von Bobâlna 1437 und der osmanischen Invasion Siebenbürgens 1438 unter Sultan Murad II. organisierten sich der sächsische und die beiden ungarischen Stände in der Unio Trium Nationum, die im Wesentlichen politische Gleichberechtigung und Kooperation garantierte.
Erleichtert wurde die friedliche Koexistenz dadurch, dass die Nationen jeweils in unterschiedlichen Landesteilen die Bevölkerungsmehrheit stellten. Insbesondere die Siedlungsgebiete der Sachsen und Szekler waren geographisch gut abgrenzbar. Auf religiösem Gebiet war deren Verhältnis durch Abgrenzung und Koexistenz gekennzeichnet. Seit dem Goldenen Freibrief von König Andreas II. von 1224, welcher unter anderem das Recht der Gemeinden verbriefte, ihre Priester selbst zu wählen, gewann vor allem die Kirche der Sachsen zunehmend Unabhängigkeit von äußerer Einflussnahme. Die königlichen Privilegien wurden 1318 auf das Gebiet der Zwei Stühle, 1422 auf das Burzenland ausgedehnt. Ethnische Vielfalt ging nicht immer mit örtlicher Abgrenzung einher: Steuerverzeichnisse des 16. Jahrhunderts deuten auf Vielsprachigkeit insbesondere in ländlichen Dörfern und kleineren Städten hin, in größeren Städten mit sächsischer Bevölkerung war im 16. Jahrhundert Ungarn die Ansiedlung jedoch nicht gestattet. Schwieriger gestaltete sich die Situation für den rumänischen Bevölkerungsteil, der von der Union der drei Nationen und somit von politischer Gleichberechtigung ausgeschlossen blieb, und deren orthodoxer Glaube als schismatisch angesehen und zeitweise bekämpft wurde.

### Politische Situation zu Beginn des 16. Jahrhunderts

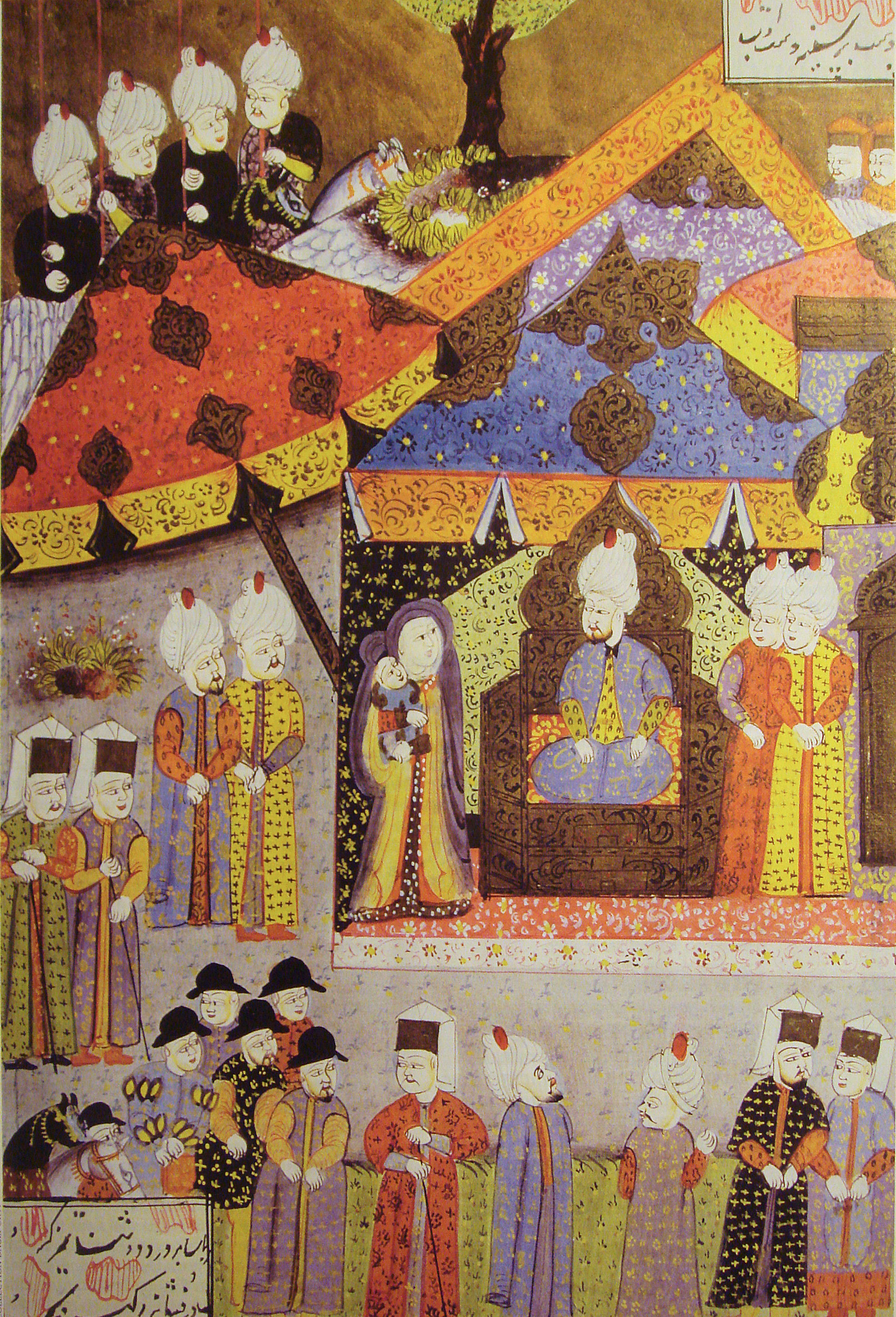
Sultan Süleyman I. empfängt Isabella Jagiellonica und ihren Sohn Johann Sigismund Zápolya

Nach der Niederlage gegen das Osmanische Reich in der Schlacht bei Mohács (1526) war das Königreich Ungarn in drei Teile zerfallen. Neben einem habsburgisch beherrschten Restreich im Norden und Westen war im Zentrum eine osmanische Provinz mit Sitz in Ofen entstanden. Im Südosten hatte 1541 hatte Isabella Jagiellonica von Sultan Süleyman I. Siebenbürgen sowie die ostungarischen Gebiete der „Partes“ als Herrschaftsgebiet zugewiesen bekommen. Gemeinsam mit dem Bischof von Großwardein, Kardinal Georg Martinuzzi, übernahm sie als Statthalterin die Regentschaft für den noch minderjährigen Johann Sigismund Zápolya (1540–1571). Nach Martinuzzis Ermordung 1551 wurden Isabella und Johann zunächst vertrieben und konnten erst 1556 ihre Herrschaft zurückgewinnen. Die innere Autonomie des Landes war unter diesen politischen Umständen nur dadurch zu wahren, dass die Regenten die osmanische Oberhoheit anerkannten. Zur Zeit der Reformation stellte Siebenbürgen politisch eine Pufferzone zwischen dem Heiligen Römischen und dem Osmanischen Reich dar. Wiederholte osmanische Raubzüge und nicht weniger verheerende Gegenangriffe der Habsburger dezimierten immer wieder die Bevölkerung Siebenbürgens und schwächten die wirtschaftliche Leistung des Landes.

### Kirchen und Landesfürsten
Die frühen deutschen Siedlungsgebiete im Süden Siebenbürgens unterstanden dem Erzbistum Gran (ung. Esztergom), zu Beginn des 11. Jahrhunderts wurde das katholische Bistum mit Sitz in Weißenburg gegründet. Die Walachen und Slawen richteten sich bis zum 15. Jahrhundert nach dem griechisch-orthodoxen Patriarchat von Konstantinopel, danach nach eigenen wechselnden regionalen Hierarchien. Der politische Einfluss der katholischen Kirche war geringer als in anderen Ländern: Das im Andreanum verbriefte Recht der Gemeinden auf die freie Wahl ihrer Pfarrer, die von der kirchlichen Hierarchie nur bestätigt werden mussten, stärkte die Rolle der Einzelgemeinde gegenüber der kirchlichen Hierarchie. Die Ausbreitung der Reformation wurde nach Fala (2015) auch dadurch begünstigt, dass der katholische Klerus in den Landtagen nicht als eigene Organisation vertreten war.
Dem Historiker Ludwig Binder zufolge erforderte die Reformation in Siebenbürgen keinen radikalen Bruch mit den Traditionen der spätmittelalterlichen Frömmigkeit: Zumindest unter den sächsischen Gläubigen war die intensive Bibellektüre weit verbreitet. Nach der Reformation wurden liturgische Formen und paraliturgische Bräuche beibehalten und erleichterten in einem stark visuell geprägten Religionsverständnis den Übergang. Darüber hinaus sieht Binder die Reformation in Siebenbürgen vorbereitet durch die zumindest unter Intellektuellen verbreitete humanistische Geisteshaltung, die eine konziliante Lösung der durch die religiöse Zersplitterung Europas verursachten Konflikte vertrat und somit die religiöse Toleranz förderte.
Dass sich die katholischen Herrscher des Fürstentums Siebenbürgen der Reformation nicht energischer entgegenstellten, begründet Fala (2015) mit der gefährdeten Randlage der Region, die weitere innere Spannungen nicht zugelassen habe. Die Ausbreitung der Reformation wurde zusätzlich dadurch begünstigt, dass das Land nach dem Tod des Bischofs von Weißenburg 1542 – mit Ausnahme der habsburgischen Regentschaft 1551–1556 – bis 1716 keinen katholischen Bischof hatte. Die Stände nutzten dabei den Streit zwischen Kaiser Ferdinand II. und Papst Gregor XIII. über die Investitur eines neuen Bischofs von Weißenburg zu ihrem Vorteil. Ab etwa 1542 hatte unter Isabella die Säkularisation von Kircheneigentum eingesetzt, die sich 1551 nach dem Tod Martinuzzis intensivierte und 1556 weitgehend abgeschlossen war. Eigentum und Ansprüche auf Pfründe gingen auf das Schatzamt, lokale Grundbesitzer und Gemeinden über.
Eine besondere Rolle in der Reformationsgeschichte Siebenbürgens spielt Isabellas Sohn Johann Sigismund Zápolya, der als Katholik dennoch die Religionsfreiheit der protestantischen Konfessionen förderte. Der Einfluss des Katholizismus beschränkte sich in den späten 1560er Jahren auf die Szekler sowie einzelne prominente Familien wie die Báthorys. 1571 legte der katholische Fürst Stephan Báthory nach seiner Wahl einen Eid auf die Wahrung der vier „rezipierten Religionen“ ab, denen noch die rumänisch-orthodoxe als geduldete Konfession zugeordnet wurde. Seine Nachfolger mussten dieser Eid bei ihrer Wahl wiederholen. Als Katholik unterstützte Báthory die katholische Kirche, indem er insgesamt dreimal versuchte, den Jesuitenorden im Land zu etablieren. Dieser wurde jeweils nach kurzer Zeit wieder durch Landtagsbeschlüsse vertrieben. Lediglich im Komitat Csík überdauerte der Katholizismus bis heute.

## Religiöse Situation bis 1571
Schon in den 1520er Jahren verbreiteten sich reformatorische Schriften aus Wittenberg in den sächsischen Städten Kronstadt, Hermannstadt, Bistritz, Mediasch und Schäßburg sowie in Klausenburg mit seiner gemischten ungarisch-sächsischen Bevölkerung. Prägend waren vor allem die humanistisch orientierten Werke Philipp Melanchthons. Dem Wormser Edikt von 1521 entsprechend, das die Lektüre und Verbreitung reformatorischer Schriften untersagt hatte, unterdrückte der ungarische König Ludwig II. 1523 erste reformatorische Schritte in Ungarn und Siebenbürgen. Nach dem Tod Ludwigs II. bei Mohács löste erst der Friede von Großwardein im Februar 1538 die ungarische Nachfolgefrage. Schon im März des gleichen Jahres lud Johann Szápolya zu einem Religionsgespräch nach Schäßburg ein. Die protestantische Position vertrat István Szantai, der Rektor der Universität von Kaschau, auf katholischer Seite stand Georg Martinuzzi. Beisitzer der Disputation waren die Humanisten Adrian Wolfhard und Márton Kálmáncsehi Sánta. Thema war die Lehre vom Messopfer und die Reihung des Abendmahls in beiderlei Gestalt. Das Treffen endete nach wenigen Tagen mit der Flucht Szantais.
Nach den Niederlagen der Habsburger führten 1542 Kronstadt und 1543 Hermannstadt die Reformation ein. In mehreren, zeitlich kurz aufeinander folgenden Schritten entschied das Standesparlament, die Nationsuniversität, die neue kirchliche Ordnung nach dem Territorialitätsprinzip im gesamten Rechtsgebiet verbindlich einzuführen. Ab der Mitte des 16. Jahrhunderts verbreiteten sich die Ideen der helvetischen Reformatoren unter den ungarischen Adligen und Bürgern vor allem der Städte Klausenburg und Debrecen. Ab 1557 etablierte der siebenbürgische Landtag das „im frühneuzeitlichen Europa einmalige System“ der vier gesetzlich anerkannten („rezipierten“) Religionen und sicherte somit den inneren Frieden des Landes.
Im Einzelnen sind folgende Schritte nachvollziehbar:
- 1542: Die Stände stellen einander die Glaubensentscheidung frei.
- 1544: Ein Erneuerungsverbot beschränkt die geltenden Konfessionen auf die katholische und evangelisch-lutherische
- 1550 stellt ein Landtagsbeschluss die Wahl des Glaubens wieder frei.
- 1552 wird entschieden, dass beiden Konfessionen durch die Entscheidung kein Nachteil entstehen dürfe. Der Landtag erkennt die Confessio Augustana an.
- 1556 spalteten sich die deutschen und ungarischen Lutheraner. Erstere machten Deutsch zur Kirchensprache, letztere wählten einen eigenen Bischof.
- 1557 wird die Gleichberechtigung beider Konfessionen festgelegt.
- 1564 wird das helvetische Bekenntnis als gleichberechtigt anerkannt.
- 1568 Verabschiedung des Edikts von Torda, Etablierung der Unitarischen Kirche
- 1571 erfolgt die gleichberechtigte Anerkennung der antitrinitarischen Unitarier.
- 1572 werden weitere Glaubenserneuerungen untersagt.

Die Beschlüsse der siebenbürgischen Landtage bildeten bis 1848 die Grundlage für die individuelle und korporative Religionsfreiheit in dieser Region und gewährten eine – vor allem im 16. und 17. Jahrhundert ungewöhnliche – beständige Sicherheit für Anhänger eines breiten Spektrums unterschiedlichster Konfessionen. Ende des 16. Jahrhunderts betrug der Anteil der Katholiken an der Bevölkerung Siebenbürgens nur noch etwa 10 %.

### Humanistische Stadtreformation in Kronstadt

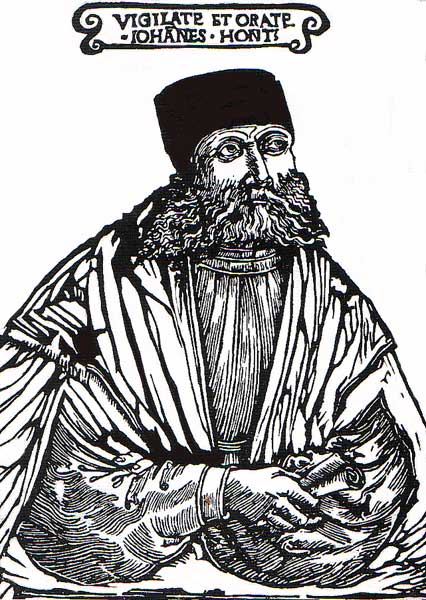
Johannes Honterus; Holzschnitt um 1550

Der Buchdrucker und Humanist Johannes Honterus (um 1498–1549) aus Kronstadt stellt eine Schlüsselgestalt der siebenbürgischen Reformation dar. Während eines Aufenthalts in Basel vervollkommnete er seine humanistische Bildung und lernte mit der Basler Reformation unter Johannes Oekolampad eine Form des reformierten Glaubens kennen. Um 1533 kehrte Honterus nach Kronstadt zurück und betätigte sich dort als Buchdrucker. Als Hundertmann hatte er zudem eine einflussreiche Stellung im Stadtrat inne. Zusammen mit Valentin Wagner vertrat er zunächst eine Mittelstellung zwischen den Extrempositionen der katholischen Kirche und der Reformationsbewegung. Ihre Reformen galten der Philologie, Ethik und Pädagogik. Im Oktober 1542 wurde in Kronstadt der evangelische Messritus eingeführt. 1543 wurde auf der Grundlage seiner Schrift Reformatio ecclesiae Coronensis ac totius Barcensis provinciae die Reformation in Kronstadt und im umliegenden Burzenland eingeführt. Von dort aus verbreitete sich die an der Lehre Martin Luthers orientierte Reformation unter den Siebenbürger Sachsen. Am 22. April 1544 wurde Honterus zum Stadtpfarrer von Kronstadt gewählt.
1547 lag die an Honterus’ Reformationsschrift orientierte Kirchenordnung aller Teutschen in Sybembürgen in gedruckter Form vor, die die Reformation für alle deutschen Bewohner Siebenbürgens einführte. 1557 legte eine Synode im Consensus doctrinae de Sacramentos Christi pastorum et ministrorum ecclesiarum in inferiori Pannonia et nationis utriusque in tota Transylvaniae  die Orientierung an der Wittenberger Abendmahlslehre verbindlich fest. Vorübergehend (1557 bis 1560/61) bestanden zwei sprachlich-ethnisch unterschiedene Superintendenturen, eine sächsische in Hermannstadt und eine ungarische in Klausenburg. 1561 wurden die beiden lutherischen Superintendenturen wiedervereinigt. Die Brevis confessio de sacra coena Domini ecclesiarum Saxonicarum et coniunctarum in Transylvaniae von 1561 legt die offizielle Doktrin der reformatorischen Bewegung Siebenbürgens fest. Nach dem Tod des Hermannstädter Superintendenten Mathias Hebler 1571 wurde Lucas Unglerus zum evangelischen Bischof gewählt; der Bischofssitz wurde nach Birthälm verlegt. Im Juni 1572 setzte eine in der Margarethenkirche von Mediasch versammelte Gesamtsynode das Augsburger Bekenntnis als verbindliche Grundlage der Kirchengestaltung ein.
Die humanistische Prägung der Reformation findet Ausdruck in der Wertschätzung der Bildung: 1543 gründete Honterus in Kronstadt das Studium Coronense, welches heute noch als deutschsprachiges Honterusgymnasium besteht. 1563 legte eine Synode in Mediasch fest, dass Kandidaten für ein Gemeindeamt „von hinreichender Bildung“ (mediocriter eruditi) sein sollten; die Kriterien hierfür waren nur vage definiert. Dauer und Inhalt des Studiums waren nicht festgelegt. 1622 gründete Fürst Gabriel Bethlen die reformierte Akademie in Weißenburg, die seit 1662 in Großenyed (Straßburg am Mieresch, heute Aiud) weiterbesteht und in ungarischer Sprache unterrichtet.

### Bildersturm

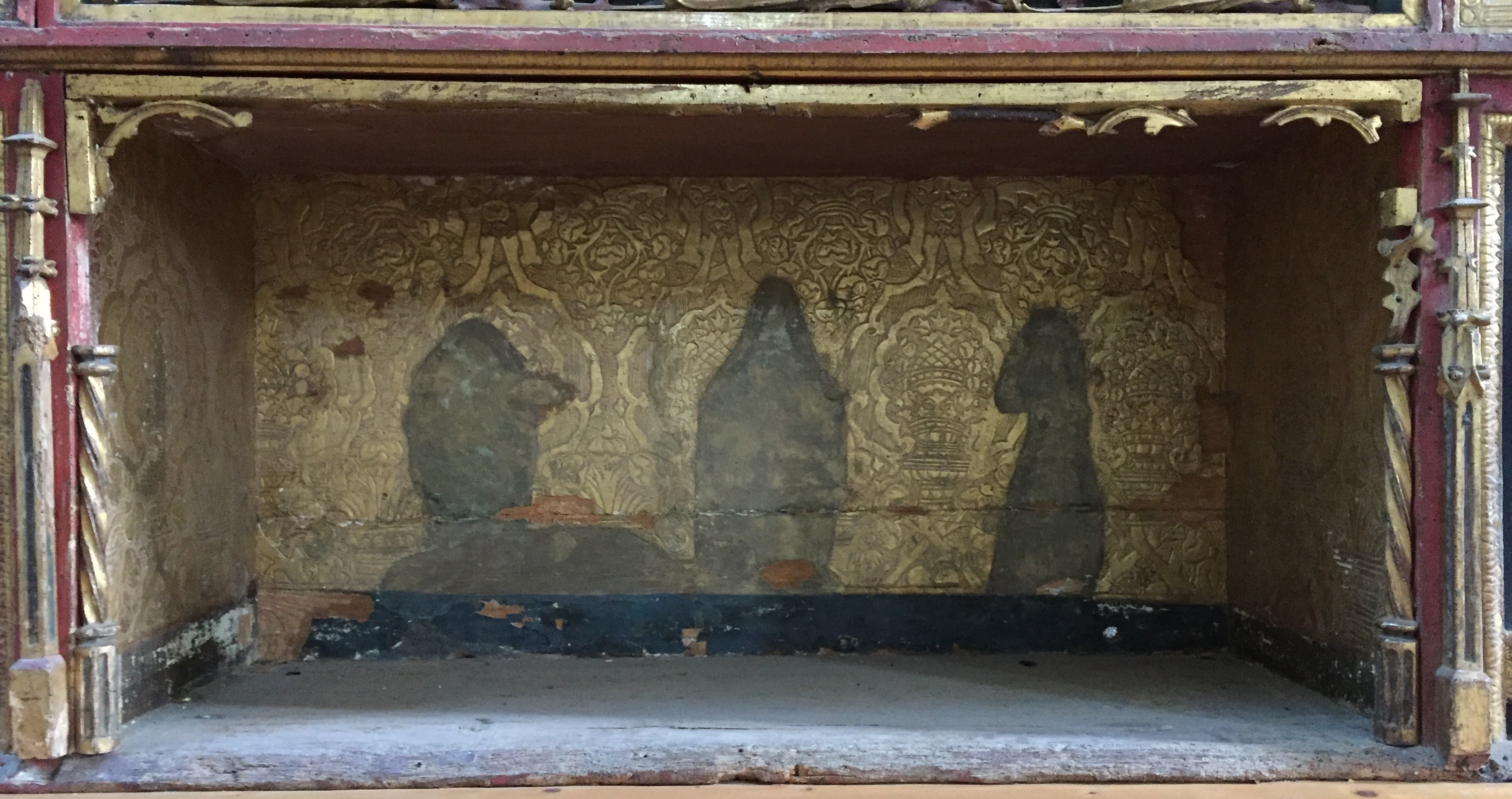
Schrein des Ursulaaltars der Kirche von Meerburg/Bela, heute in der Schäßburger Bergkirche. Aussparungen im Dekor der Rückwand zeigen die Umrisslinien der im Bildersturm entfernten Statuen.

Der Übergang vom mittelalterlichen Katholizismus zu den religiösen Vorstellungen und Frömmigkeitsformen der Reformation wird anhand der Rolle religiöser Kunstwerke im Kirchenraum deutlich: Am Beispiel der Kirche von Birthälm/Biertan zeigte Crăciun (2014), dass für deren Entfernung oder Erhaltung die theologische Aussage entscheidend war: Bilder, „die vom Luthertum zurückgewiesene Glaubensinhalte der mittelalterlichen Kirche ausdrückten, wurden entfernt oder übertüncht.“ Das älteste bekannte Dokument zur Entfernung von Bildern und Skulpturen aus den Kirchen stammt vom Bistritzer Ratsschreiber Christian Pomarius aus dem Jahr 1543. Im Frühjahr 1544 wurden die Nebenaltäre und Heiligenbilder aus der Schwarzen Kirche von Kronstadt entfernt. Dies legt die Einführung der reformatorischen Konzentration auf den Hauptaltar und Ablehnung der Heiligenverehrung zu dieser Zeit nahe.
Schon in den 1550er Jahren setzte sich jedoch die Auffassung durch, dass bildliche Darstellungen religiöser Themen als Kunstwerke gelten können und daher nicht entfernt werden müssten. 1557 erklärte die Synode von Hermannstadt, dass Bilder mit biblischem oder kirchengeschichtlichen Bezug erhalten werden sollten. 1565 erklärte die Hermannstädter Synode, dass „in deinem Altar dir ein Bild des Erlösers am Kreuze genüge, durch welches er dir seine Passion darstelle“.
Aus der vorreformatorischen Zeit blieben in Siebenbürgen vor allem die Hauptaltäre der Kirchen, oftmals große Flügelaltäre, erhalten, wie beispielsweise der Mediascher oder der Birthälmer Altar. Die vorhandenen Tafelbilder wurden dabei meist im Sinne des reformierten Glaubens umgestaltet. Figürliche Darstellungen, vor allem aus den Mittelschreinen der Altäre, wurden dagegen durchweg entfernt. Wandmalereien und Fresken wurden in den evangelischen Kirchen Siebenbürgens übertüncht und erst bei Restaurierungsarbeiten in den 1970er Jahren wiederentdeckt und freigelegt. Nur in den Gebieten, die sich nicht auf dem mit traditionellen Autonomierechten ausgestatteten Königsboden befanden und wo die Bevölkerung deshalb nicht frei über ihre Konfession entscheiden durfte, blieben die Wandmalereien bis heute unversehrt erhalten, beispielsweise in der Kirchenburg von Malmkrog.

### Konfessionelle Differenzierung: Calvinisten, Unitarier

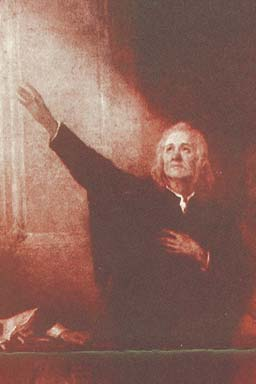
Franz Davidis (1510–1579)

Die theologischen Differenzen des Zweiten Abendmahlsstreits wirkten sich auch in Siebenbürgen aus. Während die sächsische Kirche weiter der Position Melanchthons folgte, verbreitete sich vom ungarischen Debrecen aus die an Zwingli und Bullinger orientierte und im Consensus Tigurinus (1549) ausgeführte reformatorische Theologie. Die Gemeinde von Klausenburg schloss sich dieser Glaubensrichtung an, deren wichtigste Vertreter in Siebenbürgen Caspar Helth (um 1520–1574) und Franz Davidis (1510–1579) waren. Nachdem im Religionsgespräch von Straßburg am Mieresch keine Einigung erreicht werden konnte, erkannte der Landtag 1564 die calvinistische Konfession offiziell an.
Davidis hatte an der Wittenberger Universität studiert und war ursprünglich Lutheraner, hatte sich ab 1559 dem Calvinismus zugewandt und seit 1564 als Superintendent gewirkt. Unter dem Einfluss Giorgio Biandratas (um 1515–um 1590), der von Weißenburg aus einen Kreis unitarisch gesinnter Personen um sich sammelte, etablierte Davidis, der von Klausenburg aus überwiegend in ungarischer Sprache schrieb, Siebenbürgen neben Polen als wichtigstes Zentrum des Unitarismus in der frühen Neuzeit.

### Gleichberechtigung der „rezipierten Religionen“

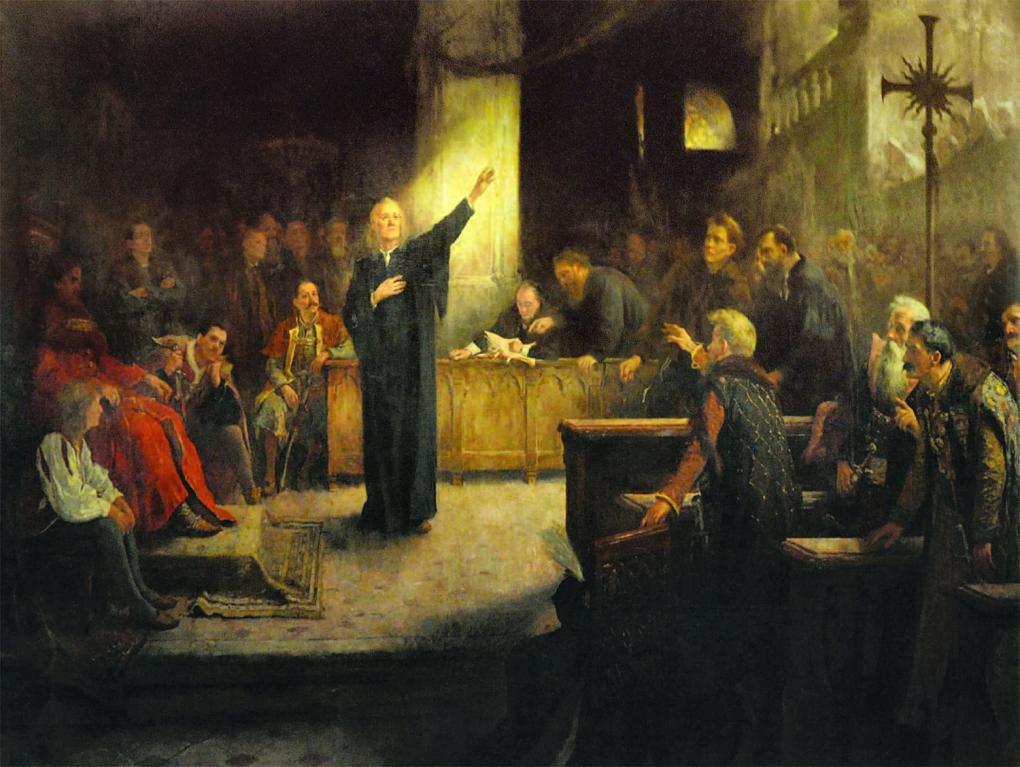
Davidis vor dem Landtag zu Thorenburg

Um das politisch und wirtschaftlich schwache Fürstentum in seiner gefährdeten Lage zwischen zwei Großmächten möglichst zu stärken, war es erforderlich, den inneren Zusammenhalt zu bewahren. Dem Zerfall entlang der ethnischen und konfessionellen Grenzen war nur entgegenzuwirken, indem allen Konfessionen gleiche Rechte zugestanden wurden. Den in den Ständeversammlungen organisierten Siebenbürger Nationen waren diese Rechte auf innenpolitischem Gebiet schon seit dem 13. Jahrhundert garantiert. 1537 erkannte Isabella die lutherische Konfession an und gewährte den Landständen Religionsfreiheit, 1564 wurden die Calvinisten anerkannt, 1568 mit dem Edikt von Torda schließlich auch die Unitarier. Erstmals in der europäischen Geschichte war somit Religionsfreiheit theologisch legitimiert und staatlich anerkannt.
Zum Schutz und zur Ausweitung der Religionsfreiheit führten Johann Sigismund Zápolya und seine Berater humanistische und biblisch-eschatologische Gründe an: Gestützt auf Sebastian Francks Chronica der römischen Ketzer und Sebastian Castellios De haereticis an sint persequendi (1554) argumentierten Biandrata und Fausto Sozzini mit den Schriftstellen vom Rat des Gamaliel (Apg. 5, 38f. ) sowie dem Gleichnis vom Unkraut unter dem Weizen (Mt 13, 24–30 ): Demnach komme es Christus alleine zu, über dogmatische Irrtümer zu richten. Diese Haltung machte sich der Landtag von Thorenburg 1568 in seinem Edikt zur Religionsfreiheit zu eigen. 1563 beschloss der Siebenbürger Landtag, dass die Kirchen von allen Konfessionen gleichermaßen genutzt werden sollten. Die 1653 erfolgte Kodifizierung des Landesrechts in den Approbatae constitutiones regni Transylvaniae et partium Hungariae eidem annexarum (Approbaten) regelte den Fall, dass in einem Ort nur ein Kirchenbau zur Verfügung stand: Ein Komitee von Vertretern aller vier Denominationen sollte Kirche, Pfarrhaus und Schule der Konfession überlassen, die am Ort die meisten Mitglieder zählte. Danach hatte die Bevölkerung für die anderen Konfessionen Kirchen und Schulen zu erbauen.
Die Situation Siebenbürgens in der frühen Neuzeit unterschied sich somit grundlegend von der Rechtslage im Heiligen Römischen Reich: Im Augsburger Reichs- und Religionsfrieden (1555) wurde die Entscheidung über die Religion auf territorialer Ebene festgelegt („cuius regio, eius religio“); lediglich in einzelnen Städten war eine individuelle Religionsfreiheit möglich. Demgegenüber war in Siebenbürgen dem Staat die Entscheidung über die Religionszugehörigkeit gänzlich entzogen und wurde allenfalls durch die ethnisch-soziale Identität beeinflusst, nicht aber durch die Obrigkeit. Die Freiheit der vier „rezipierten Religionen“ galt ab 1571 für alle siebenbürgischen Fürsten und musste als Bestandteil der conditiones Principum jeweils vor der Wahl bestätigt werden. 1653 in den Approbaten endgültig ausformuliert, behielt diese Regelung bis 1848 Gesetzesrang.

### Grenzen der Religionsfreiheit
Mit dem unter Fürst Stephan Báthory 1572 eingeführten Innovationsverbot fand die Religionsfreiheit Grenzen: Der unter einem Teil der siebenbürgischen Unitarier verbreitete christologische Standpunkt des Nonadorantismus (Nichtanbetung Christi) und die mit Aufkommen der Sabbatarier verbundene Ablehnung des Neuen Testaments wurden nicht anerkannt; Franz Davidis starb in der Haft. Mit der Complanatio Deesiana von 1638 leiteten Fürst Georg I. Rákóczi und der siebenbürgische Landtag die offene Verfolgung der Sabbatarier ein und oktoyierten der unitarische Kirche ein gegen die nonadoranitistische und täuferische Linie gerichtetes Glaubensbekenntnis. Die rumänisch-orthodoxe Glaubensgemeinschaft wurde toleriert, aber nicht anerkannt. Insgesamt dreimal wurde zwischen 1581 und 1604 der katholische Jesuitenorden des Landes verwiesen. Die Verpflichtung der sächsischen Nationsuniversität auf das Augsburger Bekenntnis verhinderte eine konfessionelle Aufspaltung der Sachsen.

## Habsburgische Herrschaft
Der Lange Türkenkrieg (1593–1609) entvölkerte und ruinierte Siebenbürgen; nach dem Frieden von Zsitvatorok 1609 konnte sich das Land unter einer Reihe reformierter Fürsten erholen. Gabriel Bethlen (reg. 1613–1629) gewährte Juden und den oberungarischen Hutterern das Ansiedlungsrecht in Siebenbürgen. 1660 fiel in Zusammenhang mit den Streitigkeiten um Fürst Georg II. Rákóczi letztmals ein osmanisches Heer in das Land ein. Nach verheerenden Auseinandersetzungen geriet Siebenbürgen wieder unter osmanische Herrschaft, behielt jedoch seine innere Autonomie und – aufgrund der religiösen Toleranz oder Gleichgültigkeit der Osmanen – auch seine Religionsfreiheit. Im Frieden von Karlowitz (1699) musste das Osmanische Reich offiziell auf seine Ansprüche in Siebenbürgen verzichten. Mit dem Frieden von Sathmar wurde 1711 die österreichische Kontrolle endgültig etabliert. Siebenbürgen wurde von Gubernatoren verwaltet. 1765 wurde das Großfürstentum Siebenbürgen proklamiert und in ein österreichisches Kronland umgewandelt. Durch eine Urkunde Kaiserin Maria Theresias vom 2. November 1775 wurde Siebenbürgen weitgehend autonom und von eigenen Fürsten nach eigenen Gesetzen regiert.
Zwischen 1733 und 1776 wurde die Volksgruppe der Siebenbürger Landler sowie die Kryptoprotestanten aus dem Salzkammergut, aus Oberösterreich (dem „Landl“), der Steiermark und Kärnten in der so genannten „Transmigration“ zwangsweise in Südsiebenbürgen angesiedelt. Im durch die Türkenkriege entvölkerten Unterwald sowie der Hermannstädter Gegend durften sich die „Exulanten“ niederlassen. Nur in den drei Dörfern Neppendorf, Großau und Großpold konnten sie sich jedoch auf Dauer als eigene Gruppierung erhalten. Die Toleranzpatente Kaiser Josephs II. beendeten ab 1781 die Gegenreformation in den habsburgischen Erblanden.